# Yūji Tachikawa (Physiker)
Yūji Tachikawa (jap. 立川 裕二, Tachikawa Yūji) ist ein japanischer theoretischer Physiker, der sich mit supersymmetrischen Feldtheorien befasst. Er ist Professor an der Universität Tokio.
Tachikawa erhielt 2004 seinen Master-Abschluss (Seiberg-Witten theory and instanton counting), wurde 2006 bei Tōru Eguchi an der Universität Tokio promoviert und war als Post-Doktorand bis 2011 bei Nathan Seiberg am Institute for Advanced Study. 2012 wurde er Assistant Professor am Kavli Institute for the Physics and Mathematics of the Universe (IPMU) der Universität Tokio und kurz darauf Associate Professor an der Elementarteilchentheoriegruppe der Universität Tokio.
Er befasst sich mit supersymmetrischen Stringtheorien und Eichtheorien in verschiedenen Dimensionen und mit unterschiedlicher Anzahl supersymmetrischer Ladungen und fand dabei neue Verbindungen der Theorien untereinander (Dualitäten). So fand er mit Davide Gaiotto und Luis Alday 2010, dass sechsdimensionale N=(2,0) superkonforme Feldtheorien, die auf einer Fläche kompaktifiziert werden, eine vierdimensionale Eichtheorie ergeben, die über eine nach den Autoren benannte AGT-Korrespondenz mit einer einfachen konformen Feldtheorie (Liouville-Feldtheorie) auf der Fläche zusammenhängen.
Für 2016 erhielt er den New Horizons in Physics Prize. Er ist eingeladener Sprecher auf dem ICM 2018 (On Categories of Quantum Field Theories).

## Schriften
- N=2 supersymmetric dynamics for pedestrians, Springer, Lecture Notes in Physics, 2014 (Arxiv Preprint)
- mit Luis Alday, Davide Gaiotto: Liouville correlation functions from four-dimensional gauge theories, Letters in Mathematical Physics, Band 91, 2010, S. 167–197.